# FC Arlanda
FC Arlanda är en svensk fotbollsklubb i Märsta som grundades 2004. Klubben spelar sedan säsongen 2025 i Ettan Norra.

## Historia
Klubben grundades som Viña del Mar för att sedan ta namnet Viña/Valsta FF. Inför säsongen 2008 så byttes namnet till FC Arlanda för att undvika sammanblandning med Valsta Syrianska IK. Det gamla namnet Viña del Mar togs senare tillbaka på begäran av medlemmar med rötterna i Chile, men namnet byttes sedan tillbaka till FC Arlanda inför säsongen 2015.
Herrlaget nådde Division 2 2021. De blev sedermera nedflyttade till Division 3, men återvände till Division 2 och nådde en fjärdeplacering 2023. 2024 vann klubben Division 2 och blev således uppflyttade till Ettan 2025
Klubben har även nått första rundan av Svenska cupen 2017, 2022 och 2024.

## Spelare

### Spelartrupp
| Nummer      | Land      | Spelare                | Födelsedatum      | Kom från              | Moderklubb          |           |
| Målvakter   | Målvakter | Målvakter              | Målvakter         | Målvakter             | Målvakter           | Målvakter |
| ----------- | --------- | ---------------------- | ----------------- | --------------------- | ------------------- | --------- |
| 1           | Sverige   | Adam Smedberg Lagh     | 31 augusti 2001   | FC Järfälla           | IFK Viksjö          |           |
| 26          | Sverige   | Otega Ekperuoh         | 10 oktober 2004   | IF Brommapojkarna     | Sverige             |           |
| 30          | Schweiz   | Tyron Zecchin          | 2 augusti 1998    | Täby FK               | La Sallaz           |           |
| Försvarare  |           |                        |                   |                       |                     |           |
| 2           | Sverige   | Elysée Muhizi          | 3 november 2004   | Dalkurd FF            | Sverige             |           |
| 3           | Sverige   | Lukas Würtz            | 26 juli 2006      | FC Järfälla           | IFK Viksjö          |           |
| 4           | Sverige   | Michael Aslan          | 2 juni 1993       | Arameisk-Syrianska IF | Valsta Syrianska IK |           |
| 5           | Sverige   | Nicholas Hillgren      | 26 juni 1997      | Kungsängens IF        | Sverige             |           |
| 12          | Sverige   | Jonathan Hedivi        | 28 juni 2004      | FC Järfälla           | Sverige             |           |
| 14          | Sverige   | Adi Tahirovic          | 23 oktober 1998   | Assyriska FF          | Sverige             |           |
| 20          | Sverige   | Isac Giordano Eriksson | 29 augusti 2003   | Karlbergs BK          | AIK                 |           |
| 27          | Sverige   | Erik Johansson Olsson  | 3 januari 2003    | Täby FK               | IK Frej             |           |
| 28          | Kenya     | Anthony Wambani        | 7 augusti 1999    | Vasalunds IF          | Bandari             |           |
| Mittfältare |           |                        |                   |                       |                     |           |
| 8           | Sverige   | Mario Butros           | 15 januari 2003   | IF Brommapojkarna     | IF Brommapojkarna   |           |
| 10          | Sverige   | Anton Charbachi        | 13 september 2001 | Vasalunds IF          | Sverige             |           |
| 13          | Sverige   | Mark Gorgos            | 26 maj 2000       | Norrby IF             | IF Brommapojkarna   |           |
| 16          | Sverige   | Leonard Kleist         | 2 augusti 2004    | Täby FK               | IF Brommapojkarna   |           |
| 18          | Sverige   | Joel Carlsson          | 9 mars 2001       | Vasalunds IF          | Sverige             |           |
| 21          | Sverige   | Yoas Yemane            | 27 september 1998 | IFK Stocksund         | Sverige             |           |
| 22          | Sverige   | Theoharis Patjas       | 31 maj 2005       | Djurgårdens IF        | IF Brommapojkarna   |           |
| 24          | Sverige   | John Drugge            | 19 augusti 2004   | Märsta IK             | Märsta IK           |           |
| 25          | Syrien    | Elias Safar            | 19 november 2003  | Syrianska FC          | IF Brommapojkarna   |           |
| Anfallare   |           |                        |                   |                       |                     |           |
| 7           | Sverige   | Saifur Rehman          | 24 september 2002 | IK Sirius             | Sigtuna IF          |           |
| 9           | Sverige   | Ömür Pektas            | 6 januari 2002    | IK Brage              | Bollstanäs SK       |           |
| 11          | Sverige   | Muktar Ahmed           | 28 mars 1995      | Uppsala-Kurd FK       | Karlskrona AIF      |           |
| 15          | Sverige   | Isac Antholm           | 16 februari 2005  | IK Sirius             | Upsala IF           |           |
| 17          | Sverige   | Markos Issa            | 11 mars 2000      | Enskede IK            | IF Brommapojkarna   |           |
| 19          | Sverige   | Felix Strängborn       | 18 oktober 2002   | Dalkurd FF            | Sverige             |           |